# ويلمر لوبيز
ويلمر لوبيز (بالإسبانية: Wilmer López)‏ (مواليد 3 أغسطس 1971) هو لاعب كرة قدم. يلعب مع منتخب كوستاريكا لكرة القدم. سبق له أن لعب في كأس العالم لكرة القدم مع منتخب بلاده.

## روابط خارجية
- ويلمر لوبيز على موقع الاتحاد الدولي (مؤرشف)  (الإنجليزية)
- ويلمر لوبيز على موقع قاعدة بيانات كرة القدم.إي يو (الإنجليزية)
- ويلمر لوبيز على موقع ناشيونال فوتبول تيمز (الإنجليزية)